# Smalltalk
Smalltalk je objektno-orijentisani, dinamički, reflektivni programski jezik. Jedan je od mnogih objektno-orijentisanih jezika baziranih na programskom jeziku Simula. Rezultat je višegodišnjeg proučavanja softvera koji je pogodan za pravljenje visoko-funkcionalne i interaktivne komunikacije sa operativnim sistemima personalnih računara. Jedan njegov deo je stvoren za obrazovne svrhe, ali se uglavnom koristi za konstruktivno učenje. Razvila ga je grupa istraživača iz kompanije Xerox PARC na čelu sa Alan Kay-om.

## Istorija
je dizajnirao najranije verzije Smalltalk-a, veliki doprinos u dokumentaciji o Smalltalk-u dala je Adele Goldberg, dok je za njegovu implementaciju zaslužan Dan Ingalls. Prva verzija je napravljena 80-tih godina 20.veka i poznata je kao Smalltalk-71. Sa nastankom verzije Smalltalk-80 ovaj programski jezik je po prvi put publikovan. Ona se sastojala od dve podverzije. Prva podverzija Smalltalk-80 Version 1 ustupljena je nekolicini kompanija i univerziteta radi testiranja i implementacije jezika na njihovim platformama, dok je Smalltalk-80 Version 2 predstavljena kao finalna verzija dostupna široj javnosti. Danas su u svetu programiranja popularne dve implementacije Smalltalk-a, Squeak i VisualWorks, zasnovane upravo na verziji Smalltalk-80.Squeak je  implementacija izvedena iz  pomoću Apple Smalltalk-a dok je VisualWorks izvedena iz  pomoću Smalltalk-80 2.5 i ObjectWorks-a.
Značajan napredak, koji je uticao na sva postojeća okruženja Smalltalk-a, je upotreba dva veb okvira, Seaside i AIDA/Web. Korišćenjem ovih veb okvira pojednostavila se izgradnja složenih aplikacija. Godine 1998, Smalltalk postaje ANSI-standardizovani jezik i dobija naziv ANSI Smalltalk.

## Objektno-orijentisani koncept u-u
je čist primer objektno-orijentisanog programiranja. Zbog svoje izričitosti po tom pitanju, uočavaju se bitne razlike u odnosu na mejnstrim predstavnike ove paradigme. On ne pravi razliku između vrednosti primitivnih tipova(npr. boolean,int) i klasnih tipova. Svi primitivni tipovi podržani ovim programskim jezikom predstavljaju objekte njima odgovarajućih klasa. Kao takvi u mogućnosti su da ravnopravno, putem poruka, komuniciraju sa instancama drugih klasa. S obzirom na takvo poimanje primitivnih tipova, programer ima mogućnost da, u okviru njima odgovarajućih klasa, vrši izmene i dodaje određene funkcionalnosti ili menja postojeće. Pošto su sve vrednosti u Smalltalk-u predstavljene objektima, klase su takođe objekti. Svaka klasa je instanca neke metaklase, dok su sve metaklase instance klase Metaclass.

## Refleksija
Refleksija je termin koji programeri koriste za programe koji imaju sposobnost da ispituju sopstvenu strukturu (npr. tip podataka ulaznih i izlaznih parametara). Prvenstveno je bila karakteristika interpretiranih jezika kao što su Smalltalk i Lisp. Refleksija se zasniva na tzv. meta-modelu. Meta-model opisuje sam jezik i koristi se za obilazak, modifikaciju i ispitivanje objekata. Može se koristiti za pronalazak svih instanci neke strukture podataka (npr. zadatak je naći sve instance klase Metod u meta-modelu). Smalltalk-80 ima potpuno reflektujući sistem, koji je implementiran unutar samog Smalltalk-a. Klase i metodi koje definišu sistem Smalltalk-a su i sami za sebe objekti. Smalltalk kompilator prevodi izvorni kod objekta metoda koje su obično instance klase CompiledMethod. Oni se dodaju u klase tako što se čuvaju u rečnik za metode klasa. Sistem se proširuje pokretanjem Smalltalk-80 koda koji kreira ili definiše klase i metode. Jedan deo klasne hijerarhije, koji definiše same klase, može da dodaje nove klase u sistem. Na ovaj način Smalltalk-80 sistem je "živi" sistem, koji ima mogućnost proširivanja tokom rada. S obzirom da su i same klase objekti, možemo proveriti koje metode one implementiraju ili koja polja sadrže. Ovime se objekti mogu lako ispitati, kopirati i serijalizovati pomoću generičkog koda koji se primenjuje na sve objekte u sistemu. Smalltalk-80 pruža mogućnost posmatranja stanja računarskog sistema. U jezicima koji su izvedeni iz originalnog Smalltalk-80 moguće je aktivirati metod pomoću objekta čije se ime čuva u pseudo-promenljivi (jedna od šest rezervisanih reči) thisContext.

## Inovacije
Mnoge stvari koje su u današnjem programiranju podrazumevane, nastale su sa razvojem Smalltalk-a:
1. Prvi je programski jezik sa integrisanim razvojnim okruženjem .
2. Jedan je od prvih programskih jezika sa grafičkim okruženjem koje omogućava komunikaciju pomoću miša.

Napravljen je tako da ne prekida rad programa usled neočekivanog ponašanja. Na primer, ukoliko se objektu pošalje poruka koju on ne razume, debager nam nudi opciju da definišemo metod koji odgovara datoj poruci. Smalltalk sadrži TDD alate koji su još uvek jedni od najboljih u svetu programiranja. Takođe, u Smalltalk-u je podržana i 'Just in time' kompilacija.

## Sintaksa
u prevodu sa engleskog jezika znači ' ćaskanje ' što ilustruje njegovu jednostavnu sintaksu. Ovaj programski jezik ne sadrži primitivne tipove (npr. int i ) kao ni kontrolne strukture (npr ,  i  petlja). Takođe, ne podržava ni statičke promenljive.

### Poruke
Poruke predstavljaju jednu od fundamentalnih konstrukcija u Smalltalk-u. U sledećem primeru prikazano je kako se poruke zapisuju:
```
36
 
sqrt

```

Ovde 36 prima poruku dok je sqrt selektuje.Rezultat ovog izračunavanja može da se dodeli nekoj promenljivoj:
```
koren_sestice
 
:=
 
36
 
sqrt

```

### Metodi
Kada određeni objekat primi poruku poziva se metod koji datoj poruci odgovara. U sledećem primeru definišemo metod ispisi koji odgovara ispisu jednostavne poruke:
```
ispisi

   
Transcript
 
show:
 
'Programiranje u Smalltalku je zabavno!'

```

Metod može da sadrži argumente i da vraća određenu vrednost:
```
suma:
 
s1
 
and:
 
s2

   
|
 sum 

|
 
sum
:=
 
s1
 
+
 
s2

   
^
sum

```

### Stringovi
Stringovi u Smalltalk-u su reči između navodnika (' i ').
```
'Zdravo, svete!'

```

Za uvođenje citata koristite duple navodnike.
```
'Rekao sam, ''Zdravo, svete!'' njima.'

```

### Računanje i matematičke operacije
Matematičke operacije su krajnje jednostavno definisane postavljanjem elemenata sa kojima se radi i pisanjem operatora kojim se vrši operacija nad ta dva elementa izraza.
```
2
 
+
 
4

```

Moguće je korišćenje relacionih operatora i van petlji što je retkost u današnjim objektno-orijentisanim jezicima.
```
3
 
<
 
5

6
 
>
 
1

```

### Nizovi
Nizovi se deklarišu pomоću znaka '#':
```
#(
1
 
2
 
3
 
4
)

```

### Deklaracija promenljivih
U Smalltalk-u postoje dva tipa promenljivih, klasne(instancne) i lokalne. Lokalne promenljive se deklarišu na sledeći način:
```
|
 promenljiva 
|

```

Vrednost ove promenljive, ukoliko se eksplicitno ne navede, je nil.
Moguće je i deklarisanje više promenljivih odjednom:
```
|
 promenljiva1 promenljiva2 
|

```

### Naredba dodele
U Smalltalk-u se za dodelu vrednosti koristi znak ':=':
```
rec
 
:=
 
'zdravo'

```

Ovom naredbom je promenljivoj rec dodeljena vrednost 'zdravo'.

### Instanciranje
Kreiranje instance klase:
```
NekaKlasa
 
new

```

Obično se novokreirani objekti dodeljuju promenljivama:
```
promenljiva
 
:=
 
NekaKlasa
 
new

```

## Spoljašnje veze
- Zvanični sajt GNU Smalltalk-a
- Dokumentacija za GNU Smalltalk
- Squeak Smalltalk (slobodan softver)